# Петрінзел
Петрінзел (рум. Petrinzel) — село у повіті Селаж в Румунії. Входить до складу комуни Алмашу.
Село розташоване на відстані 357 км на північний захід від Бухареста, 31 км на південь від Залеу, 37 км на північний захід від Клуж-Напоки.

## Населення
За даними перепису населення 2002 року у селі проживали 165 осіб.
Національний склад населення села:
| Національність | Кількість осіб | Відсоток |
| -------------- | -------------- | -------- |
| угорці         | 139            | 84,2%    |
| румуни         | 19             | 11,5%    |
| цигани         | 7              | 4,2%     |

Рідною мовою назвали:
| Мова      | Кількість осіб | Відсоток |
| --------- | -------------- | -------- |
| угорська  | 145            | 87,9%    |
| румунська | 20             | 12,1%    |